# Сельское поселение Верхние Белозёрки
Сельское поселение Верхние Белозёрки — муниципальное образование в Ставропольском районе Самарской области.
Административный центр — село Верхние Белозёрки.

## Состав сельского поселения
| № | Населённый пункт  | Тип населённого пункта       | Население |
| - | ----------------- | ---------------------------- | --------- |
| 1 | Верхние Белозёрки | село, административный центр | ↗2013     |
| 2 | Висла             | посёлок                      | 201       |